# Erol Erdal Alkan
Erol Erdal Alkan (Amsterdam, 16 februari 1994) is een Turks-Nederlands voetballer die als verdediger speelt.

## Carrière
Erol Alkan speelde in 2014 bij Elazığspor in de Süper Lig, en met Kocaeli Birlik Spor en Hatayspor in de 2. Lig. In de zomer van 2016 kwam hij over naar FC Dordrecht, waar hij op 5 augustus 2016 zijn debuut in de Eerste divisie maakte in de met 1-1 gelijkgespeelde thuiswedstrijd tegen FC Oss. Hij speelde de hele wedstrijd en scoorde gelijk bij zijn debuut. In november 2017 werd hij door bondscoach Mircea Lucescu geselecteerd voor twee oefenwedstrijden van het Turks voetbalelftal. Alkan zat bij beide verloren wedstrijden, tegen Roemenië en Albanië, en debuteerde zodoende niet. Medio 2018 maakte hij de overstap van Dordrecht naar het Bulgaarse Beroe Stara Zagora, waar hij tot januari 2020 speelde. In februari 2020 was hij op proef bij Wycombe Wanderers FC. Vanaf medio 2020 speelde Alkan voor het naar de 3. Liga gepromoveerde Türkgücü München. In februari 2021 keerde hij terug naar Bulgarije bij FC Etar 1924 Veliko Tarnovo. Hier speelde hij slechts twee wedstrijden, en in 2021 vertrok hij naar Uşakspor.

### Statistieken
| Seizoen                    | Club                        | Competitie       | Competitie | Competitie | Beker | Beker | Overig | Overig | Totaal | Totaal |
| Seizoen                    | Club                        | Competitie       | Wed.       | Dlp.       | Wed.  | Dlp.  | Wed.   | Dlp.   | Wed.   | Dlp.   |
| -------------------------- | --------------------------- | ---------------- | ---------- | ---------- | ----- | ----- | ------ | ------ | ------ | ------ |
| 2013/14                    | Elazığspor                  | Süper Lig        | 6          | 0          | 5     | 2     | 0      | 0      | 11     | 2      |
| 2014/15                    | Kocaeli Birlik Spor         | TFF 2. Lig       | 1          | 0          | 1     | 0     | 0      | 0      | 2      | 0      |
| 2014/15                    | Hatayspor                   | TFF 2. Lig       | 4          | 0          | 0     | 0     | 0      | 0      | 4      | 0      |
| 2015/16                    | Hatayspor                   | TFF 2. Lig       | 13         | 0          | 1     | 0     | 0      | 0      | 14     | 0      |
| 2016/17                    | FC Dordrecht                | Eerste divisie   | 23         | 2          | 1     | 0     | 0      | 0      | 24     | 2      |
| 2017/18                    | FC Dordrecht                | Eerste divisie   | 24         | 0          | 1     | 0     | 1      | 0      | 26     | 0      |
| 2018/19                    | Beroe Stara Zagora          | Parva Liga       | 20         | 0          | 0     | 0     | 0      | 0      | 20     | 0      |
| 2019/20                    | Beroe Stara Zagora          | Parva Liga       | 16         | 0          | 2     | 1     | 0      | 0      | 18     | 1      |
| 2020/21                    | Türkgücü München            | 3. Liga          | 4          | 0          | 0     | 0     | 0      | 0      | 4      | 0      |
| 2020/21                    | FC Etar 1924 Veliko Tarnovo | Parva Liga       | 1          | 0          | 1     | 0     | 0      | 0      | 2      | 0      |
| 2021/22                    | Uşakspor                    | TFF 2. Lig       | 0          | 0          | 0     | 0     | 0      | 0      | 0      | 0      |
| 2022                       | Finn Harps FC               | Premier Division | 0          | 0          | 0     | 0     | 0      | 0      | 0      | 0      |
| 2022/23                    | FC Esperanza Pelt           | Derde Klasse     | 0          | 0          | 0     | 0     | 0      | 0      | 0      | 0      |
| Carrièretotaal             | Carrièretotaal              | Carrièretotaal   | 112        | 2          | 12    | 3     | 1      | 0      | 125    | 5      |
| Bijgewerkt op 25 juni 2020 |                             |                  |            |            |       |       |        |        |        |        |